# Humpty Doo
Humpty Doo – miejscowość na obszarze Terytorium Północnego w Australii, w odległości 40 km na południe od Darwin. Humpty Doo położona jest przy skrzyżowaniu dróg Stuart Highway i  Arnhem Highway.